# 星加のゆべし
株式会社星加のゆべし（ほしかのゆべし）は、愛媛県西条市に本社・本店がある製菓業者である。1867年（慶応3年）に星加勇蔵（初代）が「星加勇蔵商店」を創業。1994年に法人設立となり「株式会社星加のゆべし」となる。
代々世襲制で、現在の社長は4代目星加勇蔵（旧名は昌糺）である。
TOKYO FMのトーク番組「ジャパモン」の2015年7月15日放送分に眞鍋かをり（西条市出身）をゲストを迎えてお土産として紹介された。